# Acadêmicos de Santa Maria
Acadêmicos de Santa Maria é uma escola de samba brasileira, sediada em Santa Maria, no Distrito Federal.

## História
Em 2010, sagrou-se vice-campeã da segunda divisão, ao abordar em seu enredo a obra de Luiz Gonzaga

## Segmentos

### Presidente
| Nome                     | Mandato | Ref. |
| ------------------------ | ------- | ---- |
| Gilson Ferreira dos Reis | ? - ?   |      |
|                          |         |      |
|                          |         |      |

### Diretores
| Ano  | Diretor de Carnaval               | Diretor de harmonia               | Mestre de bateria | Ref.  |
| ---- | --------------------------------- | --------------------------------- | ----------------- | ----- |
| 2010 | Roque Bonfim Coelho de Souza      | Roque Bonfim Coelho de Souza      | Sandro            |       |
| 2012 | Gilson Reis                       |                                   |                   | [ 3 ] |
| 2020 | Maria de Fátima da Silva dos Reis | Maria de Fátima da Silva dos Reis |                   |       |

### Coreógrafo
| Ano  | Nome | Ref. |
| ---- | ---- | ---- |
| 2010 |      |      |
| 2015 |      |      |

### Casal de Mestre-sala e Porta-bandeira
| Ano  | Nome | Ref. |
| ---- | ---- | ---- |
| 2010 |      |      |
| 2015 |      |      |

### Corte de bateria
| Ano  | Rainha    | Madrinha              | Ref. |
| ---- | --------- | --------------------- | ---- |
| 2010 | Charliane | Eveline Araújo Duarte |      |
| 2015 |           |                       |      |

## Carnavais
| Ano  | Colocação   | Grupo                      | Enredo                                                                   | Carnavalesco    | Ref   |
| ---- | ----------- | -------------------------- | ------------------------------------------------------------------------ | --------------- | ----- |
| 2010 | Vice-campeã | Acesso I (segunda divisão) | Vida e Obra de Um Sanfoneiro: Luís Gonzaga Intérpretes:Júnior e Vagareza | George          |       |
| 2011 | 5º lugar    | Acesso I (segunda divisão) |                                                                          | George          |       |
| 2012 | Campeã      | Acesso I                   | Coração, a vida que se faz viva.                                         | Maicon Anderson | [ 3 ] |
| 2013 |             |                            |                                                                          |                 |       |
| 2014 |             |                            |                                                                          |                 |       |
| 2015 |             |                            |                                                                          |                 |       |